# Partnerscheiding
Partnerscheiding betreft het opheffen van een relatie tussen twee levenspartners. Er zijn verschillende vormen van dit soort partnerschap en dus ook veel verschillende vormen van opheffing daarvan. Al dan niet is sprake van samenwonen, samenleven, samenlevingscontract, partnercontract, huwelijk met en zonder gezamenlijkheid van goederen. Veel zaken die kinderen aangaan worden vaak onder de noemer echtscheiding besproken alhoewel daar eigenlijk slechts sprake van is bij het opheffen van een huwelijk. 
Zie ook: Echtscheiding